# Sabellianisme
|  | Sammenskrivningsforslag Artiklen Modalisme er foreslået føjet ind i Sabellianisme. (Siden januar 2017) Diskutér forslaget |

Sabellianisme eller modalistisk monarkianisme
er et kætteri i den gamle kirke,
hvis ophavsmand Sabellius (Sabellio)
udgives for at være, men som i sin første form
vistnok er ældre.
Sabellius (fl. ca. 215) var sandsynligvis
født i Libyen. Han kom til Rom i begyndelsen
af 3. århundrede og samlede mange disciple om sig; men
da han viste sig at være en konsekvent
monarkianer, angreb Hippolyt ham, og biskoppen, Kallistos (Callistus 1. / Kallistos I. / lat. Calixtus, pave 217-222)
udstødte ham af menigheden, men
Sabellius samlede et ret stort parti om sig og
blev ikke svar skyldig.
Især Kallistos, som
hverken var ortodoks eller særlig fast i sine
anskuelser, blev stærkt medtaget af Sabellius.
Sabellianisme går ud på, at det er den samme person,
som er Fader, Søn og Helligånd, ikke
samtidig .ganske vist, men i forskellige stadier.
Først åbenbarede Guddommen sig i Faderens
fremtrædelsesform som skaber og lovgiver, nemlig
indtil den gamle pagts slutning, dernæst i
Sønnens som genløser, indtil himmelfarten, og
endelig i Åndens som levendegøreren og
livsgiveren i den derefter følgende tid og nu stadig.
I virkeligheden fører Sabellius kun Praxeas’
patripassianisme videre ud. Beviserne for lærens
rigtighed søgte Sabellius i forskellige apokryfer,
navnlig i Ægypterevangeliet. Sabellianisme bredte sig fra
Rom videre ud i kristenheden, blandt andet til Libyen,
hvor den blev angrebet af Dionysius af Alexandria (død 265), og
endnu i 4. århundrede træffes sabellianere,
men senere gik læren over i andre kætterier
eller forsvandt. Sabellius selv og hans
personlige oplevelser er ganske indhyllede i uklare
beretninger.
Sabellianismen blev fordømt som kætteri i 261
og efter en genopblomstring af bevægelsen endnu en gang
på synoden i Konstantinopel 381
Litteratur anvendt af A.Th. Jørgensen i Salmonsen:
Adolf von Harnack: Dogmengeschichte, bd. I
Fredrik Nielsen: Haandbog i Kirkens Historie, første bind: "Oldkirken". København, 1885
Se også
- Monarkianisme – Trinitarisme – Antitrinitarisme